# Taufbecken Notre-Dame (Fresnoy-la-Rivière)

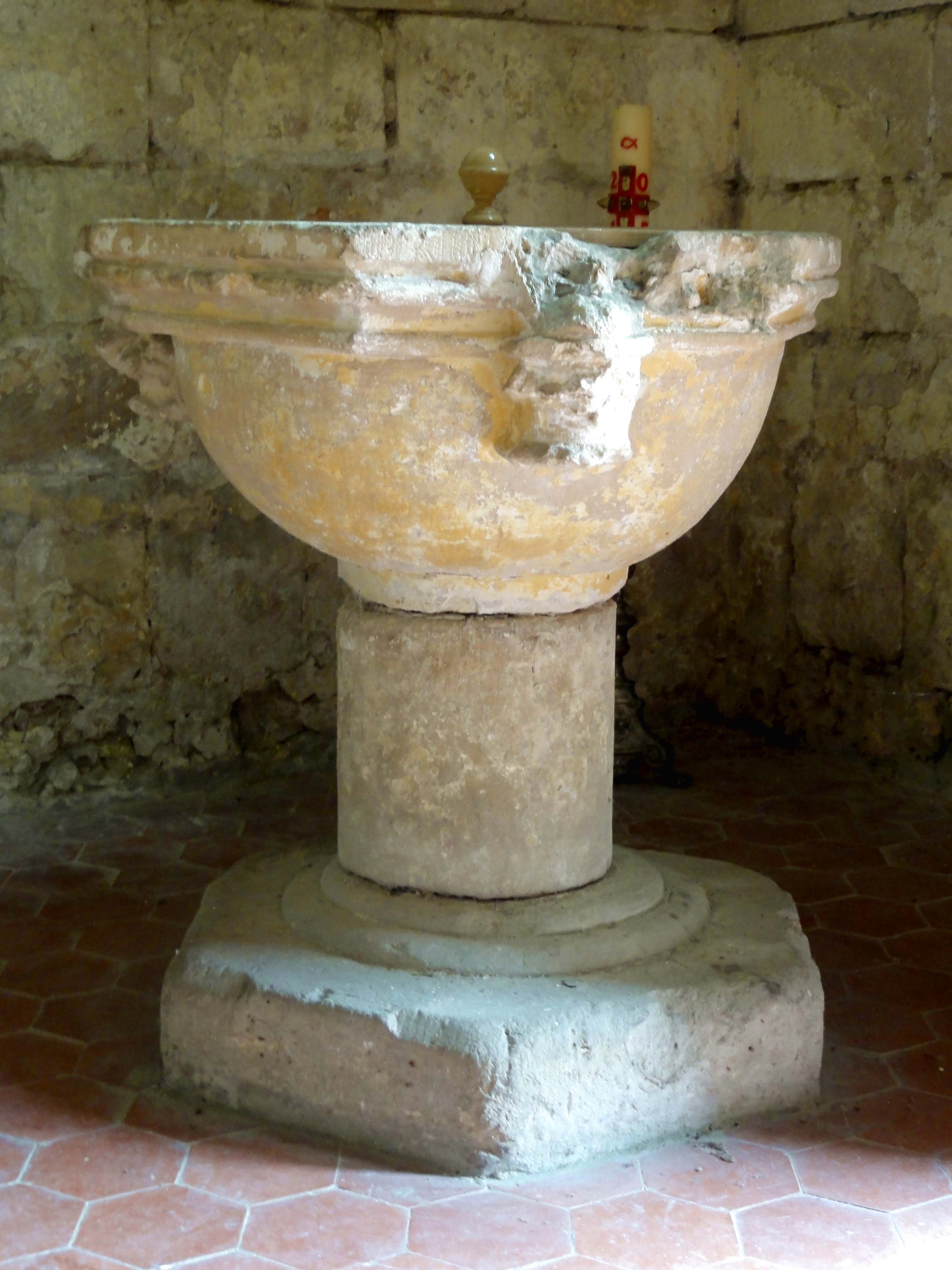
Taufbecken in Fresnoy-la-Rivière

Das Taufbecken in der katholischen Pfarrkirche Notre-Dame in Pondron, einem Ortsteil der französischen Gemeinde Fresnoy-la-Rivière im Département Oise in der Region Hauts-de-France, wurde in der zweiten Hälfte des 13. Jahrhunderts geschaffen. Im Jahr 1920 wurde das gotische Taufbecken als Monument historique in die Liste der geschützten Objekte (Base Palissy) in Frankreich aufgenommen.
Das 96 cm hohe Taufbecken aus Kalkstein steht auf einer sechseckigen Basis mit Zylinder. Die drei Säulen mit Kapitellen, die auf der Basis standen und die Höhe des Beckenrandes erreichten, fehlen. Der obere Abschluss des rechteckigen Beckens ist profiliert.